# Subsecretaría de Educación Superior de Chile
La Subsecretaría de Educación Superior de Chile es una subsecretaría de Estado, dependiente del Ministerio de Educación, que tiene por objetivo elaborar, coordinar, ejecutar y evaluar políticas y programas para la educación superior, especialmente en materias destinadas a su desarrollo, promoción, internacionalización y mejoramiento continuo, tanto en el subsistema universitario como en el técnico profesional. Desde el 10 de marzo de 2023, el subsecretario respectivo es Víctor Orellana Calderón, actuando bajo el Gobierno de Gabriel Boric.

## Historia
La División de Educación Superior (Divesup) fue creada sobre la base de la Ley 18.956, que reestructura el Ministerio de Educación, definiendo como la unidad encargada de velar por el cumplimiento de las normas legales y reglamentarias que regulan la educación superior en el ámbito de competencia del Ministerio; de asesorar en la proposición de la política de este nivel de enseñanza y de establecer las relaciones institucionales con las entidades de educación superior reconocidas oficialmente.
La Divesup se reestructuró en la Subsecretaría de Educación Superior por la Ley N° 21.091 del 29 de mayo de 2018, y entró en vigencia el 1 de agosto de 2019, y su exjefe de división asumió como nuevo subsecretario.
Actualmente, el diseño institucional considera que la subsecretaría, en conjunto con la Superintendencia de Educación Superior y la Comisión Nacional de Acreditación sean los organismos que regulan el nivel terciario de educación en Chile.

## Organización
La Subsecretaría de Educación Superior está compuesta por dos divisiones;
- División de Educación Universitaria: es la heredera del área de universidades de la División de Educación Superior y tiene competencia en materias vinculadas al subsistema universitario del sistema de educación superior, en virtud de lo establecido en la Ley N°21.091.
- División de Educación Técnico Profesional: es la continuadora del área de educación superior técnico-profesional de la División de Educación Superior y tiene competencia en materias vinculadas al subsistema técnico profesional del sistema de educación superior, en virtud de lo establecido la Ley N°21.091.
- División de Información y Acceso: creada en 2021, esta unidad está encargada de administrar y coordinar el Sistema de Acceso a la Educación Superior (incluyendo, la prueba de acceso), el Sistema de Información de la Educación Superior (SIES), además de mantener el registro institucional de universidades, institutos profesionales y centros de formación técnica y el registro estudiantil de instituciones cerradas.
- División Jurídica: entrega el soporte jurídico para las diferentes unidades de la subsecretaría.
- División de Administración y Presupuesto: unidad a cargo de la gestión financiera, administrativa y presupuestaria de la subsecretaría.

## Lista de autoridades

### Jefes de División de Educación Superior (1990-2019)
| Nombre                      | Inicio              | Final               | Presidente        |
| --------------------------- | ------------------- | ------------------- | ----------------- |
| Juan José Ugarte            | 11 de marzo de 2010 | 3 de mayo de 2013   | Sebastián Piñera  |
| Alberto Vásquez Tapia       | 17 de junio de 2013 | 11 de marzo de 2014 | Sebastián Piñera  |
| Francisco Martínez          | 11 de marzo de 2014 | 19 de mayo de 2016  | Michelle Bachelet |
| Alejandra Contreras Altmann | 16 de junio de 2016 | 11 de marzo de 2018 | Michelle Bachelet |
| Juan Eduardo Vargas         | 11 de marzo de 2018 | 30 de julio de 2019 | Sebastián Piñera  |

### Subsecretarios de Educación Superior (2019-actualidad)
| Retrato | Nombre                     | Partido | Inicio              | Final               | Presidente                 |
| ------- | -------------------------- | ------- | ------------------- | ------------------- | -------------------------- |
|         | Juan Eduardo Vargas Duhart | Ind.    | 31 de julio de 2019 | 11 de marzo de 2022 | Sebastián Piñera Echenique |
|         | Verónica Figueroa Huencho  | Ind.    | 11 de marzo de 2022 | 10 de marzo de 2023 | Gabriel Boric Font         |
|         | Víctor Orellana Calderón   | FA      | 10 de marzo de 2023 | En el cargo         | Gabriel Boric Font         |